# Jean-Michel Dupuis
Jean-Michel Dupuis (* 2. Februar 1955 in Gournay-en-Bray; † 14. September 2024) war ein französischer Schauspieler.

## Leben
Jean-Michel Dupuis wuchs in der nordfranzösischen Gemeinde Gournay-en-Bray auf.
Nach seinem Schulabschluss absolvierte er bis zum Jahr 1975 eine professionelle Schauspielausbildung an einer Schauspielschule in Paris. Als Bühnendarsteller wirkte er an verschiedenen Theaterhäusern in zahlreichen Theaterstücken mit, wie beispielsweise von Molière oder William Shakespeare. Als Schauspieler vor der Kamera wirkte Dupuis von 1976 bis 2013 in über 80 Film-und-Fernsehproduktionen mit. Während er zu Beginn seiner Karriere noch oftmals in einer Nebenrolle besetzt wurde, konnte er sich später auch als Charakterdarsteller in Hauptrollen beweisen.
Dupuis war geschieden und kinderlos. Er starb am 14. September 2024 im Alter von 69 Jahren.

## Filmografie (Auswahl)
- 1978: Ohne Datenschutz
- 1980: La Boum – Die Fete
- 1981: Stille Wasser
- 1981: Hinter den Felsen lauert der Tod
- 1983: Das Leben ist ein Roman
- 1985: Der Filou
- 1986: Die Zeit des Verbrechens
- 1988: Der große Blonde auf Freiersfüßen
- 1990: Eurocops (Fernsehserie, 1 Folge)
- 1991: Billy
- 1991: Dem Leben sei Dank
- 1992: Die schönste Geschichte der Welt
- 1992: Die Kontroverse von Valladovid
- 1998: Terminale
- 1999: Nora
- 2000: Mit den Waffen eines Vaters
- 2000: Die Richterin
- 2002: Malone
- 2005: Dossier: Caroline Karsen (Kurzfilm)
- 2006: Tödliche Diamanten
- 2013: Studio Illegale